# Rhyparus spilmani
Rhyparus spilmani är en skalbaggsart som beskrevs av Cartwright och Fortuné Chalumeau 1977. Rhyparus spilmani ingår i släktet Rhyparus och familjen Aphodiidae. Inga underarter finns listade i Catalogue of Life.